# Matière en suspension

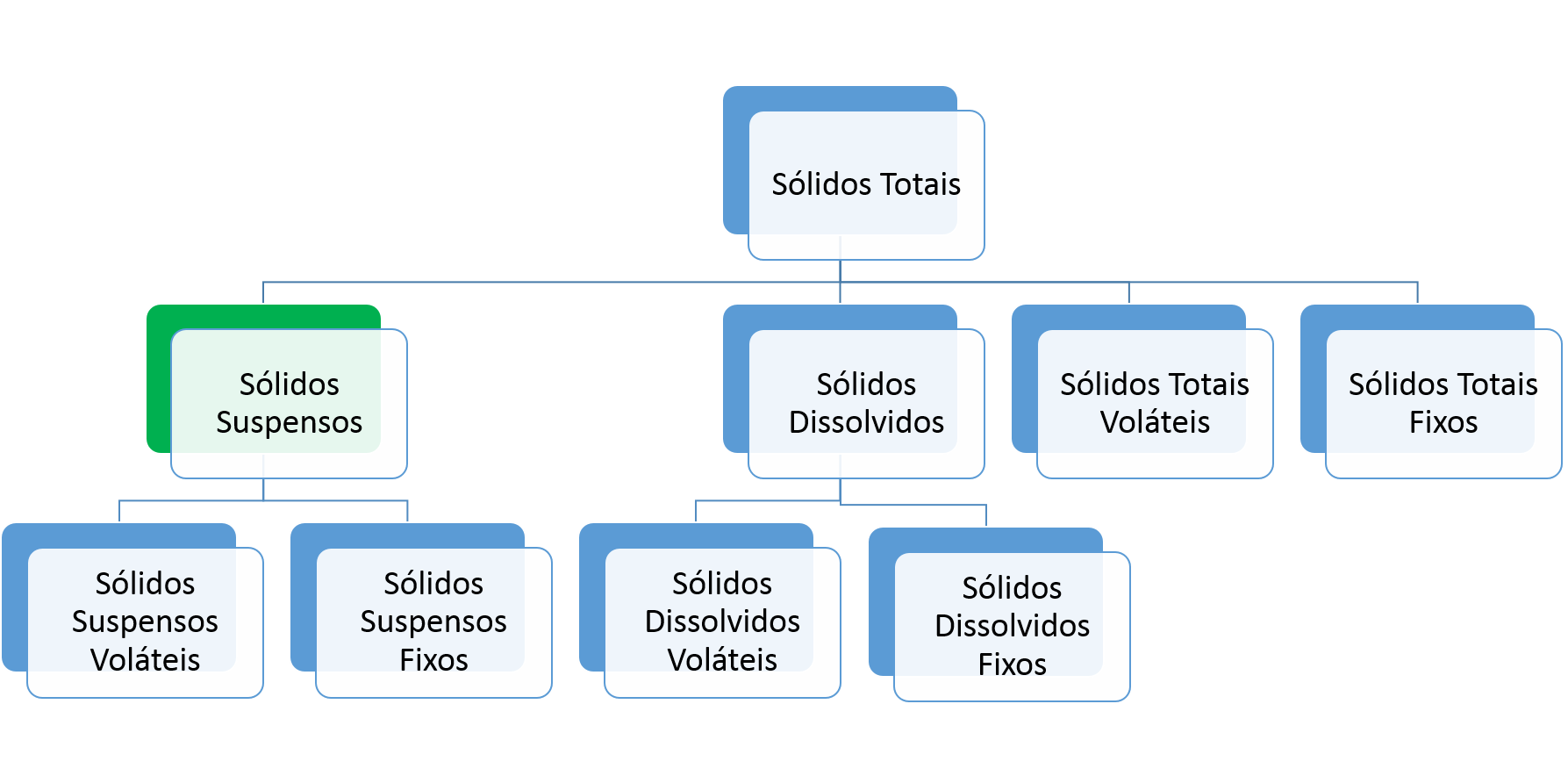
Série solide. Taille et état : solides en suspension (non filtrables)

Les matières en suspension (ou MES) (ou particules en suspension) désignent les matières solides insolubles visibles à l'œil nu présentes en suspension dans un liquide.  Les matières en suspension totales (MEST) sont une mesure des matières en suspensions. 
Rapporté à un cours d'eau on parle de charge en suspension. 
Plus une eau en contient, plus elle est dite turbide.
La matière en suspension est aussi étudiée en tant que « matrice » capable d'adsorber divers polluants, qui peuvent s'y transformer et être transportés  par le courant, ou qui peuvent passer dans le réseau trophique et l'alimentation (via les organismes filtreurs notamment).

## Généralités
Ce terme, surtout utilisé dans les domaines de l'écologie des milieux aquatiques et dans le secteur industriel du traitement de l'eau, inclut toutes les formes de minéraux, de sable, de boue, d'argile, de roche sous forme de débris (dont anthropiques), de particule de matières organiques (dont microorganismes) ou autres, dont la taille est comprise entre 1 micromètre et 1 centimètre (avec des nuances selon les sources).[réf. nécessaire]

## Matières en suspension dans l'eau
Les particules fines en suspension dans une eau sont soit d’origine naturelle, en liaison avec les précipitations, soit d'origine anthropique et alors apportée par les dépôts atmosphériques et/ou par les rejets urbains, agricoles , domestiques ruraux et industriels. [réf. nécessaire]
Les MES sont très liées d’une part à l’usage des sols dont elles sont issues et à la charge en phosphore résultante et d’autre part à l’histoire de leur transformation en fonction des conditions hydrologiques et climatiques, donc de la saison. Elles regroupent l’ensemble des substances non dissoutes contenues en suspension dans les eaux de ruissellement.[réf. nécessaire]
En effet, les MES et les particules solides transportées dans les cours d’eau proviennent de l’érosion de la couche superficielle des sols sous l’action dynamique de l’eau de pluie, de ruissellement ou encore d’écoulement dans les eaux.[réf. nécessaire]
Leur effet néfaste est principalement mécanique, par formation de sédiments et d’un écran empêchant la bonne pénétration de la lumière d’une part (réduction de la photosynthèse), ainsi que par colmatage des branchies des poissons d’autre part.[réf. nécessaire]

Elles peuvent en outre être toxiques ou radiotoxiques de par leurs propriétés physicochimique. Elles peuvent alors constituer une réserve de pollution potentielle (dans les sédiments).[réf. nécessaire]

## Écologie, écotoxicologie
Les MES jouent un rôle majeur dans l'environnement et certains cycles biogéochimiques. Leur rôle est positif, neutre ou négatif selon les cas, par exemple négatif quand les MES sont dues à des phénomènes anormaux d'érosion, de pollution ou d'eutrophisation/dystrophisation.
Les MES peuvent asphyxier les coraux, d'autres espèces ou tout un milieu aquatique quand elles sont présentes en excès, ou provoquer des anoxies momentanées (en interdisant la photosynthèse tout en étant source de consommation d'oxygène). 
Elles font normalement partie de la nourriture de nombreux animaux filtreurs et planctoniques. Elles alimentent le bouchon vaseux des estuaires. Elles alimentent les biofilms qui contribuent aussi à produire des MES. Elles absorbent et transportent de nombreux polluants et contribuent à des transferts importants de certains polluants, dont radioactifs qu'on peut ne pas trouver dans l'eau filtrée, mais abondamment trouver dans les matières en suspension.

## Mesure
Les MES sont mesurées en amont et en aval des stations d’épuration afin d’établir le niveau d’efficacité des procédés utilisés et d’ajuster le dosage des agents chimiques appliqués. La principale méthode de mesure est celle réalisée par filtration sur un filtre en fibres de verre,. Une autre méthode est celle réalisée par centrifugation. Cette méthode s'applique notamment lorsque les teneurs en matières en suspension dans l'échantillon sont particulièrement élevées ou lorsque la durée de filtration doit être supérieure à environ 30 minutes.